# 彼杵站

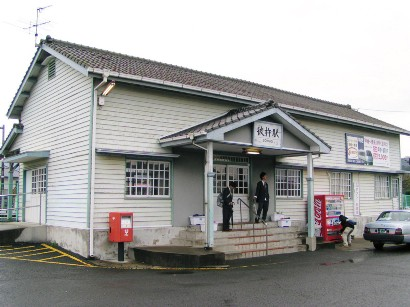
已拆毀的舊車站大樓（2005年3月）

彼杵站（日语：／ Sonogi eki */?）是位於長崎縣東彼杵郡東彼杵町藏本鄉，九州旅客鐵道（JR九州）的大村線車站。
此站東彼杵町為中心車站，快速「Sea Side Liner」停靠此站。

## 歷史
- 1898年1月20日：九州鐵道大村至早岐之間開通，此站啟用。
- 1907年7月1日：九州鐵道（第一代）被國有化，成為帝國鐵道廳車站[1][2]。
- 1987年4月1日：隨國鐵分割民營化，車站由九州旅客鐵道（JR九州）營運[3]。

## 車站構造
車站是一座地面車站，設有2面2線的相對式月台。兩月台於千綿一端設有站內平交道連接，沒有跨線橋。車站大樓位於早岐方向月台側，大樓本來是一座古老木造建築物，現時該大樓已經拆毀並建設了一座新車站大樓。
此站是業務委託車站，委托JR九州鐵道營業負責車站業務。此站沒有MARS系統，只有POS終端。

### 月台
| 月台 | 路線    | 上下行 | 方向       |
| ---- | ------- | ------ | ---------- |
| 1    | ■大村線 | 上行   | 佐世保方向 |
| 2    | ■大村線 | 下行   | 長崎方向   |

## 使用狀況
在2019年度，1日平均乘車人次為305人，仍能保持於首300位內，但2020年度起，其每日客量因未能再次打入首300名位置，因此未再有新的實際數目，而只能以「每日客量超過100人」的名義記錄在最後一頁的附錄中。
| 乘車人次變化 | 乘車人次變化 |
| 年度         | 1日平均人次  |
| ------------ | ------------ |
| 2000         | 404          |
| 2001         | 397          |
| 2002         | 400          |
| 2003         | 383          |
| 2004         | 359          |
| 2005         | 360          |
| 2006         | 356          |
| 2007         |              |
| 2008         |              |
| 2009         |              |
| 2010         | 334          |
|              |              |
| 2017         | 328          |
| 2018         | 315          |
| 2019         | 305          |
| 2020起       | 非公開       |

## 車站周邊
車站位於東彼杵町中心。車站前設有的士時常等待乘客。
於站前南邊設有與大村線並行的國道205號。另外，於車站東南約1公里處設有國道205號終點江頭路口，該處連接了國道34號。在車站東邊設有長崎自動車道東彼杵交匯處。
- 東彼杵町公所
- 彼杵郵局（日语：彼杵郵便局）
- 東彼杵町立彼杵小學（日语：東彼杵町立彼杵小学校）
- 東彼杵町立東彼杵中學（日语：東彼杵町立東彼杵中学校）
- 久吾塚古墳（日语：ひさご塚古墳）
- 道之驛彼杵之莊（日语：道の駅彼杵の荘）

## 巴士路線
- JR九州巴士 - 嬉野溫泉（日语：嬉野バスセンター）、武雄溫泉站方向（嬉野線）
- 東彼杵町營巴士（日语：東彼杵町営バス） - 距離車站有一段距離。

## 相鄰車站
九州旅客鐵道（JR九州）
■大村線
■快速「Sea Side Liner」
川棚－彼杵－竹松
■區間快速「Sea Side Liner」、■普通
川棚－彼杵－千綿

## 注腳
1. ↑  九州鉄道百年祭実行委員会・百年史編纂部会 (编).  初版. 九州旅客鉄道. 1988: 65 （日语）.
2. ↑  廣岡治哉 『近代日本交通史 明治維新から第二次大戦まで』 法政大學出版局，1987年4月15日。ISBN 978-4588600173
3. ↑  九州鉄道百年祭実行委員会・百年史編纂部会 (编).  初版. 九州旅客鉄道. 1988: 181 （日语）.
4. ↑   (PDF). 九州旅客鉄道.   [2020-05-27]. （原始内容存档 (PDF)于2020-03-15） （日语）.
5. ↑   (PDF). 九州旅客鉄道.   [2020-05-27]. （原始内容存档 (PDF)于2020-08-24）.
6. ↑   (PDF). 九州旅客鉄道.   [2020-05-27]. （原始内容存档 (PDF)于2021-08-24）.

## 外部連結
- 彼杵（車站資訊） - 九州旅客鐵道（日語）